# وربیتسه (ناحیه لیتومیریتسه)
وربیتسه (به چکی: Vrbice) یک منطقهٔ مسکونی در جمهوری چک است که در ناحیه لیتومیریتسه واقع شده است. وربیتسه ۱۰٫۷۴ کیلومتر مربع مساحت و ۴۷۸ نفر جمعیت دارد و ۱۶۴ متر بالاتر از سطح دریا واقع شده است.